# Heriades subfrontosus
Heriades subfrontosus är en biart som beskrevs av Cockerell 1939. Heriades subfrontosus ingår i släktet väggbin, och familjen buksamlarbin. Inga underarter finns listade i Catalogue of Life.